# Wolha Badelka

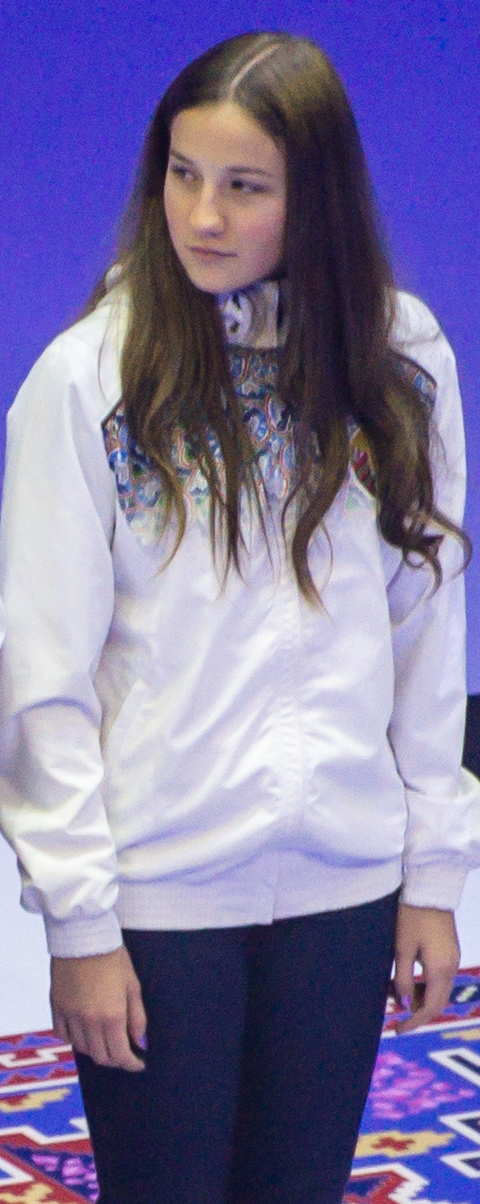
Wolha Badelka

Wolha Badelka (belarussisch Вольга Бадэлька, russisch Ольга Сергеевна Баделько Olga Sergejewna Badelko, beim Weltschachverband FIDE Olga Badelka; * 8. Juli 2002 in Mahiljou) ist eine belarussisch-russische Schachspielerin, die für den Österreichischen Schachbund spielt. Sie trägt den Titel Schachgroßmeister der Frauen.
Badelka gewann mehrmals die Jugendmeisterschaften in Belarus und vertrat ihr Land auf internationaler Ebene. Für die belarussische Nationalmannschaft der Frauen spielte sie bei den Schacholympiaden 2016. 2017 gewann sie die Jugendeuropameisterschaften in der Altersklasse U16 der Mädchen. Bei der Olympiade 2018 in Batumi spielte sie für Belarus am Spitzenbrett. In der Russischen Mannschaftsmeisterschaft der Frauen wurde sie 2020 Vizemeisterin mit Jugra Chanty-Mansijsk.
Von der FIDE wurden ihr 2019 die Titel Internationaler Meister (IM) und Großmeister der Frauen (WGM) zugesprochen.
In der deutschen Schachbundesliga der Frauen spielt sie für den SK Schwäbisch Hall.
Mit ihrer Elo-Zahl von 2440 führte sie im Januar 2021 die Elo-Rangliste der belarussischen Frauen an. Im Oktober 2021 wechselte sie zum Russischen Schachverband. Seit Jänner 2025 spielt sie für den Österreichischen Schachverband. Am 7. Mai 2025 setzte sie sich im steirischen Großlobming gegen die amtierende Schnellschachweltmeisterin Alexandra Kostenjuk durch.